# Großalmerode
Großalmerode település Németországban, Hessen tartományban. Lakosainak száma 6226 fő (2023. december 31.).

## Népesség
A település népességének változása:
| Lakosok száma | 6389 | 6402 | 6289 | 6255 | 6226 |
|               | 2017 | 2019 | 2021 | 2022 | 2023 |